# MEGALO BOX
《MEGALO BOX》是由森山洋導演、TMS娛樂製作的原創電視動畫，是以高森朝雄和千葉徹彌的漫畫《明日之丈》為藍本的精神續作。第一部于2018年4月播出；该动画的第二部，《MEGALO BOX NOMAD》于2021年4月开始播出。这部动画设定在一个未来的反乌托邦世界，讲述了一种先进的拳击形式——“Megalo Box”，拳手们佩戴金属装甲(gear)进行比赛。主角是“没有机甲的Joe”(gearless Joe)。《Megalo Box Nomad》是续集，讲述Joe七年后以“Nomad”之名低调生活，并逐渐卷入帮助移民社区Casa的故事。

## 故事簡介
將肉體與「裝甲技術」融合的究極格鬥技——「MEGALOBOX」，將自己的全部賭在上面的男人們的熱血戰鬥開始！
立於非認可地區的賭博比賽賽場上的MEGALO拳擊手「JUNK DOG」。 雖然具備實力，自己卻只有比賽造假賺錢這一條生存之道，他為這樣的「現在」感到心焦。但是，他與孤高的冠軍·勇利相遇後，作為一個MEGALO拳擊手，作為一個男人，向自己的「現在」發起挑戰。

## 登場人物
Junk Dog／喬（聲：細谷佳正（日本）；梁興昌（台灣））
Junk Dog（垃圾狗），機甲拳擊的拳擊手。
因為沒有市民ID，因此只能來不被認可的地下拳擊賽場參加比賽，而且每次都是被安排打假賽。直到遇上勇利，激發他想往頂峰前進的想法，不再願意打假賽。
勇利（聲：安元洋貴（日本）；宋克軍（台灣））
King of Kings（王中之王），機甲拳擊的絕對王者，裝備著白都企業開發的身體一體型的最新型裝甲。
南部贋作（聲：齋藤志郎（日本）；林谷珍（台灣））
是一位獨眼老人，因為欠錢選擇與喬合作，但在喬不再願意打假賽後，只好他登頂機甲拳擊的冠軍，以優勝獎金來還債。
白都有希子（聲：森奈奈子（日本）；張乃文（台灣））
白都企業的繼任者，機甲拳擊的創辦者，為最高負責人。
幸夫（聲：村瀨迪與（日本））
在未認可地區與其他少年一起生活著的流浪兒童。對機器和電腦很精通。
父親曾是在白都企業工作的工程師，但一生所開發的成果卻被公司強取豪奪，最後因無法承受而自殺。之後幸夫便與母親相依為命，直到一年前母親病逝。
藤卷（聲：木下浩之（日本）；吳文民（台灣））
掌管著地下賭博MEGALOBOX的男子。
新垣（聲：田村真（日本））
排名第17位的MEGALO拳擊手，曾為軍人。
過去曾是南部的學生。
宮城（聲：多田野曜平（日本））
荒垣的教練。同時也是“退役軍人會”的成員。
白都樹生（聲：鈴木達央（日本）；馬伯強（台灣））
機甲拳擊的MEGALONIA第一出場候選人。
朝本部長（聲：樋口あかり（日本）；楊詩穎（台灣））

胴元（聲：浦山迅（日本））

拔牙（聲：宮崎敦吉（日本））

Shark鮫島（聲：拜真之介（日本））

## 製作團隊
- 原案 - 高森朝雄、千葉徹彌《明日之丈》（講談社）
- 監督、概念設計- 森山洋
- 人物設計 - 清水洋
- 總作畫監督 - 清水洋、石川晋吾、八崎健二
- 機關設計 - 形部一平
- 道具設計 - 嶋謙一
- 美術監督 - 河野次郎
- 色彩設計 - 茂木孝浩
- 撮影監督 - 江間常高
- CG監督 - 上原仁
- 編輯 - 今井大介
- 音響監督 - 三好慶一郎
- 音樂 - mabanua
- 音樂制作 - TMS音樂
- 製作人 - 藤吉美那子、阿部研吾、土屋潤一郎、片山悠樹、新美大輔（第5話 - 第13話）
- 動畫製作 - TMS娛樂 3×Cube
- 製作、著作 - Megalo Box Project、TBS

## 主題曲
片頭曲「Bite」（第2話－第13話）
作詞、作曲、主唱：LEO今井
片尾曲
（第1話－第12話）
作詞、作曲、主唱：NakamuraEmi，編曲：
「The Ending」（第13話）
作曲：mabanua

## 各話列表
| 話數     | 日文標題                        | 中文標題                                                      | 劇本     | 分鏡                 | 演出       | 作畫監督                                                                                           |
| 第一季   | 第一季                          | 第一季                                                        | 第一季   | 第一季               | 第一季     | 第一季                                                                                             |
| -------- | ------------------------------- | ------------------------------------------------------------- | -------- | -------------------- | ---------- | -------------------------------------------------------------------------------------------------- |
| 第1回合  | BUY OR DIE?                     | 接受或死亡？ 不要熄滅熏燃的火焰。它會成為照亮黑暗前路的明燈   | 真邊克彥 | 森山洋               | 森山洋     | 清水洋                                                                                             |
| 第2回合  | THE MAN ONLY DIES ONCE          | 男人只會死一次 沒有傢伙會死去兩次，賭徒是這麼吹牛的           | 小嶋健作 | 金井次郎             | 齊藤啟也   | 石川晉吾                                                                                           |
| 第3回合  | GEAR IS DEAD                    | 機甲已死 絕望盡頭的不服輸。機械可不會用鼻子呼吸               | 真邊克彥 | 和田高明             | 和田高明   | 和田高明、原田大基                                                                                 |
| 第4回合  | LET'S DANCE WITH DEATH          | 與死亡共舞 比起與死神共舞，更想和那姑娘跳一曲Boogie           | 小島健作 | 寺岡巌               | 藤本次朗   | 八崎建二                                                                                           |
| 第5回合  | THE MAN FROM DEATH              | 死而復生的男人 你從哪裡來？從對岸，地獄                       | 真邊克彥 | 佐野隆史             | 和田卓也   | 和田卓也                                                                                           |
| 第6回合  | UNTIL THE LAST DOG DIES         | 除非最後一隻狗倒下 盛夏的炎熱會使狗想要殺人，卻決不能將其擊垮 | 小嶋健作 | 佐野隆史             | 土屋康郎   | 石川晉吾                                                                                           |
| 第7回合  | THE ROAD TO DEATH               | 通向死亡之路 渡過擁有三之名的那條河，不需要來往的船費         | 真邊克彥 | 橋口淳一郎           | 橋口淳一郎 | 平山智、早川淳一                                                                                   |
| 第8回合  | DEADLINE OF THE DREAM           | 夢的截止 你的夢想有效日期，並非由其他人來決定                 | 小嶋健作 | 矢野博之             | 古谷田順久 | 八崎健二                                                                                           |
| 第9回合  | A DEAD FLOWER SHALL NEVER BLOOM | 枯萎的花永不盛開 那朵花的花蕾散發出腐臭，種子化作泥土         | 真邊克彥 | 矢野博之             | 古谷田順久 | 八崎健二                                                                                           |
| 第10回合 | THE DIE IS CAST                 | 木已成舟 骰子已經擲下。把賭注加倍也沒問題                     | 小嶋健作 | 佐山聖子             | 泉保良輔   | 清水惠藏、浦中利浩 瀧口弘喜                                                                        |
| 第11回合 | A DEADMARCH                     | 葬送曲 令人煩悶的讚美歌已經夠了。我想要的是號聲               | 真邊克彥 | 佐藤雄三             | 土屋康郎   | 石川晉吾                                                                                           |
| 第12回合 | LEAP OVER THE EDGE OF DEATH     | 掠過死亡邊緣 想要把相冊留在岸邊的話，就從三之河返回吧         | 小嶋健作 | 羽鳥潤               | 藤本義孝   | 小丸敏之、島崎知美 大川美穗子                                                                      |
| 最終回合 | BORN TO DIE                     | 為死而生 即使肉身腐朽，骨仍然存留。這將成為曾經活過的證明     | 真邊克彥 | 前島健一 森山洋      | 安部祐次郎 | 清水洋、八崎健二 石川晉吾、森山洋                                                                  |
| 第二季   |                                 |                                                               |          |                      |            | |
| 第1回合  |                                 | 亡靈們唱着鎮魂曲                                              | 真邊克彥 | 森山洋               | 森山洋     | 金田尚美                                                                                           |
| 第2回合  |                                 | 絕望會給與膽小鬼勇氣                                          | 小嶋健作 | 矢野博之             | 黑田幸生   | 金田尚美、八崎健二 山中純子、中熊太一 服部憲知、早川淳一 野口征、水村良男                          |
| 第3回合  |                                 | 如果想要根烂掉，就别塞住浇水的瓶口                            | 小嶋健作 | 奥村よしあき、森山洋 | 清水明     | 清水恵蔵、櫻井木ノ実 花輪美幸、南伸一郎 杜伟峰、陈亮                                               |
| 第4回合  |                                 | 如果靈魂之花得以綻放，那愛不曾失去                            | 真辺克彦 | 大橋誉志光           | 小野田雄亮 | 金田尚美、飯飼一幸 早川淳一、服部憲知 野口征恒、水村良男 NAMUWHITE LINE                            |
| 第5回合  |                                 | 应许之地回答说，根本没有救世主                                | 真辺克彦 | 湖山禎崇森山洋       | 黒田幸生   | 野口征恒、早川淳一 水村良男、津吹明日香 鈴木信一、嘉村弘之 WHITE LINE、飯飼一幸 鷲田敏弥           |
| 第6回合  |                                 | 即使你認識到自己的無力，上帝也會指引你的前路                  | 小嶋健作 | 佐藤雄三             | 吉田俊司   | 金田尚美、金子昌司 野口征恒、水村良男 WHITE LINE、4TUNE                                            |
| 第7回合  |                                 | 亮出卡片的傻瓜不是愚蠢的小丑                                  | 真辺克彦 | サトウシンジ         | 三浦彗     | 三島詠子、東亮太 山口菜、牧孝雄 小丸敏之、齊藤格 栗田新一、本田敬一 南井尚子、梁博雅               |
| 第8回合  |                                 | 在結束的開始，彩虹畫出弧線的軌跡                              | 小嶋健作 | 佐野隆史             | 小坂春女   | 村松尚雄、斎藤和也 WHITE LINE、中熊太一 服部憲知、早川淳一 野口征恒、嘉村弘之 津吹明日香、水村良男 |
| 第9回合  |                                 | 憑單手不足以支撐生活，但展現生活態度卻綽綽有餘                | 真辺克彦 | 矢野博之             | 熨斗谷充孝 | 清水恵、蔵櫻井木ノ実 南伸一郎、杜伟峰陈 亮、水村良男                                               |
| 第10回合 |                                 | 過往的失敗伴隨著吉兆                                          | 小嶋健作 | 相澤伽月、森山洋     | 小野田雄亮 | NAMU、セブンシーズ 小林理、嘉村弘之、野口征恆                                                      |
| 第11回合 |                                 | 當你卸下那脫不掉的鎧甲，不幸與幸福的種子一起發芽              | 真辺克彥 | 佐藤雄三             | 吉田俊司   | 松下純子、飯飼一幸 服部憲知、小田真弓 八木元喜、嘉村弘之 金子昌司                                  |
| 第12回合 |                                 | 即便喝彩聲停歇，無聲者的聲音也不會消逝                        | 小𡻅健作 | 佐野隆史             | 村上勉     | はっとりますみ、金凱 4TUNE                                                                         |

## 播放電視台
| 播放日期                              | 播放時間           | 播放電視台 | 播放地區   | 備註                                      |
| ------------------------------------- | ------------------ | ---------- | ---------- | ----------------------------------------- |
| 2018年4月5日－6月28日                 | 週四 25:28 - 25:58 | TBS電視台  | 關東廣域圈 | 製作局 / 含字幕                           |
| 2018年4月14日－6月30日                | 週六 25:00 - 25:30 | BS-TBS     | 日本全域   | BS放送 第1集於4月14日 23:00 - 23:30播出。 |
| 2018年4月15日－7月8日                 | 週日 25:00 - 25:30 | TBS頻道 1  | 日本全域   | CS放送/ 有重播時段                        |
| 2018年4月17日－7月10日                | 週二 25:30 - 26:00 | 北陸放送   | 石川縣     |                                           |
| 2018年4月19日－7月12日                | 週四 25:36 - 26:06 | 愛電視台   | 愛媛縣     |                                           |
| TBS電視台、BS-TBS為〈animerico〉第1部 |                    |            |            |                                           |

| 播放日期               | 播放時間                                                                | 播放電視台 | 播放地區 | 備註                            |
| ---------------------- | ----------------------------------------------------------------------- | ---------- | -------- | ------------------------------- |
| 2018年8月11日、8月12日 | 1-7集：8/11 21:00 - 24:30 8-13集：8/12 21:00 - 24:00 於電影時段多集連播 | 衛視電影台 | 臺灣     | UTC+8 有重播時段 國、日雙語播出 |

| 臺灣 FOX Movies 星期一至四 20:00 - 21:00（兩集連播） · 9月14日 19:00 - 21:00 · 9月21日 19:30 - 21:00 | 臺灣 FOX Movies 星期一至四 20:00 - 21:00（兩集連播） · 9月14日 19:00 - 21:00 · 9月21日 19:30 - 21:00 | 臺灣 FOX Movies 星期一至四 20:00 - 21:00（兩集連播） · 9月14日 19:00 - 21:00 · 9月21日 19:30 - 21:00 |
| --- | --- | --- |
| | 機甲拳擊 （2020年9月14日－2020年9月21日）                                                            | |
| 聖鬥士星矢 聖鬥少女翔 （2020年9月8日－2020年9月10日）                                                | 火影忍者 第三、四季 （2020年9月22日－2020年）                                                        | |

## 相關商品

### BD
| 卷數 | 發售日期       | 收錄話          | 規格編號  |
| ---- | -------------- | --------------- | --------- |
| 1    | 2018年7月27日  | 第1話 - 第4話   | BCXA-1372 |
| 2    | 2018年9月26日  | 第5話 - 第9話   | BCXA-1373 |
| 3    | 2018年11月22日 | 第10話 - 第13話 | BCXA-1374 |

### 漫畫
以《MEGALO BOX 宿命的雙拳》（メガロボクス 宿命の双拳）為標題，於少年Magazine Edge（講談社）2018年3月號到9月號期間進行連載。作画由佐久間力負責。單行本全2卷。
1. 2018年4月17日發售[8]、ISBN 978-4-06-511331-8
2. 2018年10月17日發售[9]、ISBN 978-4-06-513198-5

## 外部連結
- 電視動畫《MEGALO BOX》官方網站（日語）
- 《明日之丈》50周年&《MEGALO BOX》官方的X（前Twitter）
- 互联网电影数据库（IMDb）上《MEGALO BOX》的资料（英文）